# 宝珠花村
宝珠花村（ほうしゅばなむら）は埼玉県の東部、北葛飾郡に属していた村。現在の春日部市西宝珠花、西親野井および塚崎にあたる。江戸川河川敷で行われる大凧揚げで知られる。

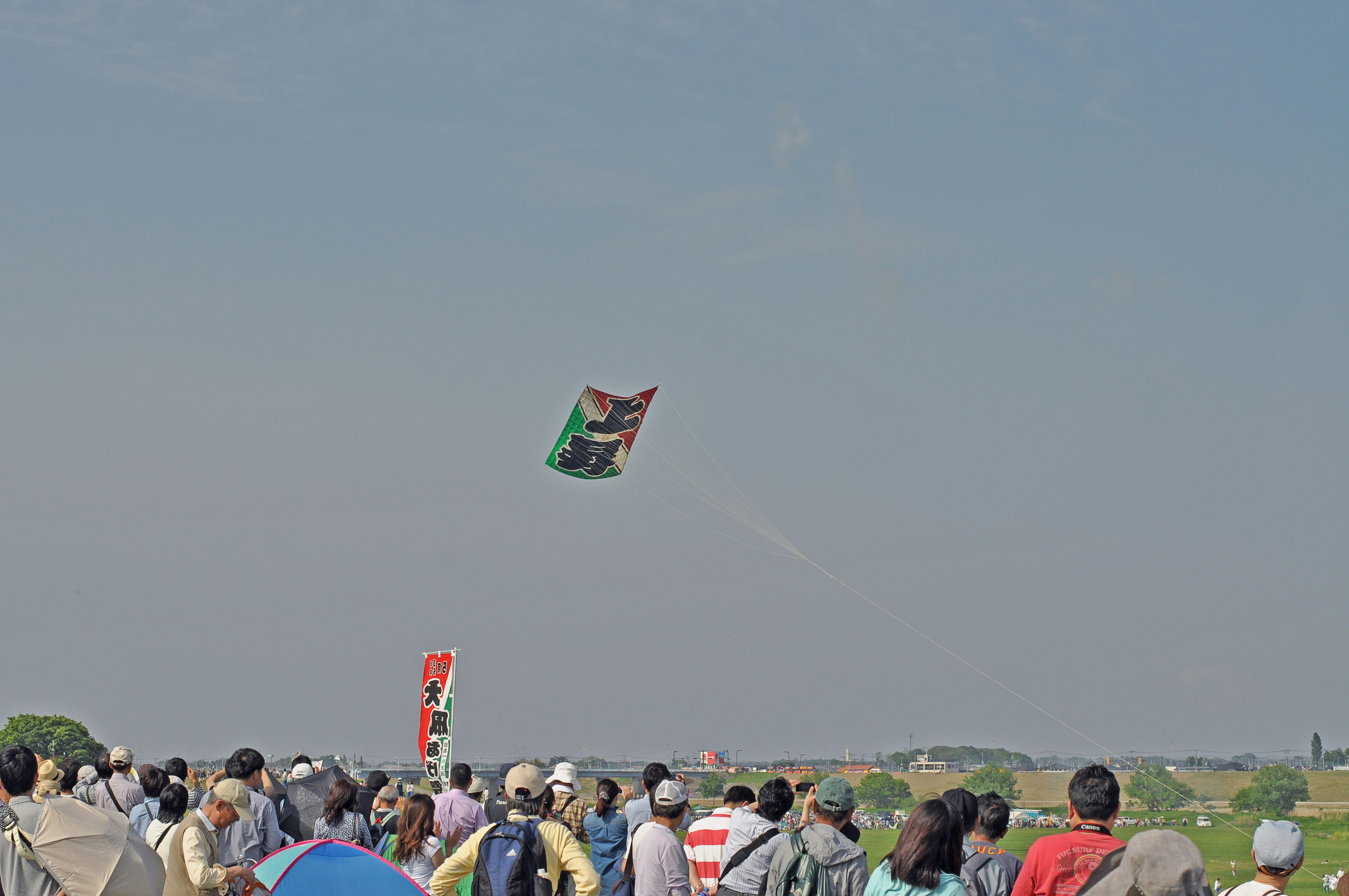
大凧揚げ祭り

## 地理
- 河川：江戸川

## 歴史
- 1889年（明治22年）4月1日 町村制施行により、西宝珠花村、西親野井村、塚崎村が合併し中葛飾郡宝珠花村が成立する。
- 1896年（明治29年）3月29日 中葛飾郡と北葛飾郡が統合し北葛飾郡となる。
- 1954年（昭和29年）7月1日 北葛飾郡富多村、南桜井村、川辺村と合併し庄和村を新設する。
- 1960年（昭和35年）11月3日 庄和村が北葛飾郡杉戸町の一部（木崎、芦橋、倉常）を編入する。
- 1964年（昭和39年）4月1日 庄和村が町制施行し庄和町となる。
- 2005年（平成17年）10月1日 庄和町が春日部市と合併し春日部市を新設する。

## 備考
明治22年以前の地名は以下の通り
- 西親野井村（浅間下、神明）
- 塚崎村（野添、狐塚、後合、貝の内）
- 西宝珠花村（町通、陣屋、貝の内、天神前）